# Paní ze Shalott
Paní ze Shalott (1833, přepracováno 1842, The Lady of Shalott) je epická báseň lorda Alfreda Tennysona, vycházející z artušovských legend. Téma básně našel Tennyson v povídce Damigella di Scalot zařazené do středověké italské anonymní sbírky povídek Il Novellino (Le cento novelle antiche) ze 13. století. Novela vypráví o paní ze Scalotu (i Tennyson psal původně jméno hrdinky ze Sc), jež zemřela láskou k rytíři kulatého stolu Lancelotovi.

## Vznik a forma básně
První verze básně se objevila roku 1833 v Tennysonově básnické sbírce Poems (1833, Básně). Konečná a dnes nejznámější podoba básně pochází z vydání sbírky Poems (1842, Básně). Báseň se skládá z devatenácti slok a je rozdělena do čtyř částí. Každá sloka obsahuje devět veršů A, A, A, A, B, C, C, C, B, , z nichž každý pátý a devátý (verš B) je sice obměňovaným ale společným refrénem všech slok (Camelot / Shalott / Lancelot). Styl básně je mistrovsky propracovaný a stává se samostatným prostředkem sdělení, který svými estetickými kvalitami soupeří o čtenářovu pozornost s její epickou linií.

## Obsah
Báseň popisuje příběh Elaine z Astolatu, ženy, na niž byla kdysi uvržena kletba, která ji věznila pod hrozbou smrtí ve věži hradu na říčním ostrově jménem Shalott. Lady celé dny pracuje na tkalcovském stavu a nesmí ani pozorovat svět venku jinak, než přes odraz v zrcadle. Když pak v něm jednou uhlídá rytíře Lancelota na koni a v lesklé zbroji, na první pohled se do něj zamiluje. Odvrací se od zrcadla, přes jehož odraz oknem pozorovala svět, a jata představou šťastné lásky na břehu řeky, rozhodne se nedbat na kletbu, opustit hrad a vydat se do Camelotu, aby svou lásku poznala. Když vychází z hradu, zrcadlo v její komnatě puká, což má být zlým znamením jejího dalšího osudu.
Nechala stávku, tkaní hned
a jme se síní přecházet,
a vidí leknínový květ,
a vidí péra, přílby vznět —
    a mžikla ke Camelotu.
V ráz osnova se rozpadla
a řinkly třísky zrcadla;
«já kletbě své jsem propadla!»
    dí paní z Shalottu.
Lady najde u břehu loďku a napíše na její bok své jméno, pak se pustí po proudu řeky. Čím však je blíže Camelotu, tím více ji opouštějí síly, až nakonec, když loď míjí první domy města, paní umírá. U přístaviště uprostřed skupiny seběhlých lidí sir Lancelot žasne nad krásou urozené mrtvé.
Dílo je triumfem lásky nad všemi hrozbami. Sděluje čtenáři, že lepší je třeba jen chvíle splněných tužeb, nežli prožít celý život v nudě a nenaplnění. Nastoluje myšlenku, že některé ideály jsou důležitější než život. Poslední scéna dodává básni tragiky, když ukazuje, že naděje paní nebyly neopodstatněné, a sir Lancelot by mohl opětovat její city, kdyby vše nezhatila zlá kletba, která způsobila smrt paní ze Shalot.

## Odraz v umění
Báseň se postupem času stala ikonou britského romantismu a byla opakovaně různě zpracovávána – z výtvarných umělců to byli např. John Atkinson Grimshaw, John William Waterhouse, Henry Meynell Rheam, William Holman Hunt a řada dalších.
Odkaz na báseň se objevuje i detektivním příběhu Agathy Christie z roku 1962 Prasklé zrcadlo (The Mirror Crack'd from Side to Side).
Zpívaná verze básně od Kanaďanky Loreeny McKennitt se ocitla v albu The Visit z roku 1991.

## Galerie

Děj básně zachycený na olejomalbách Johna Williama Waterhouseho
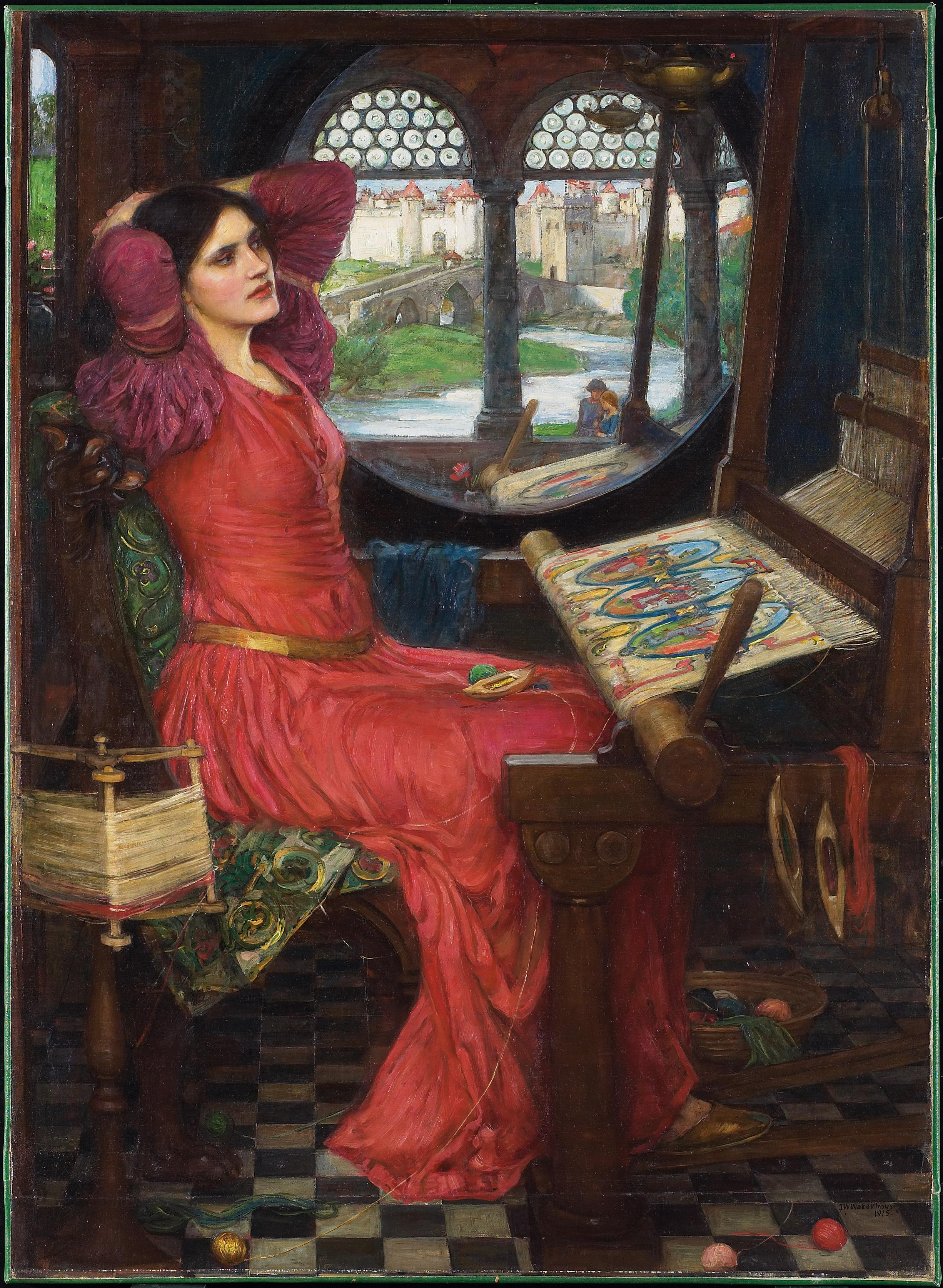
I am Half-sick of Shadows, Said the Lady of Shalott (1915)
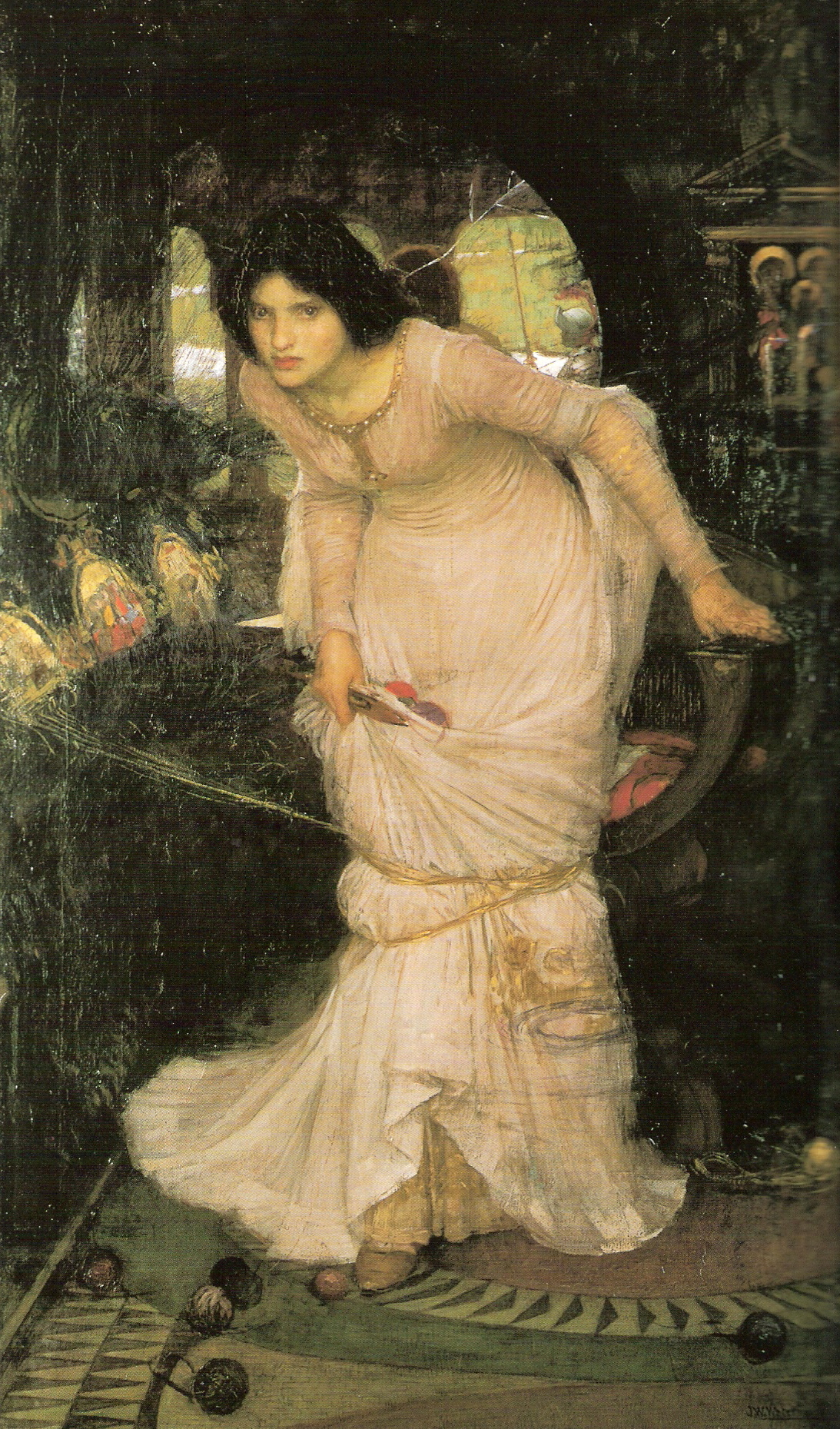
The Lady of Shallot Looking at Lancelot(1894)
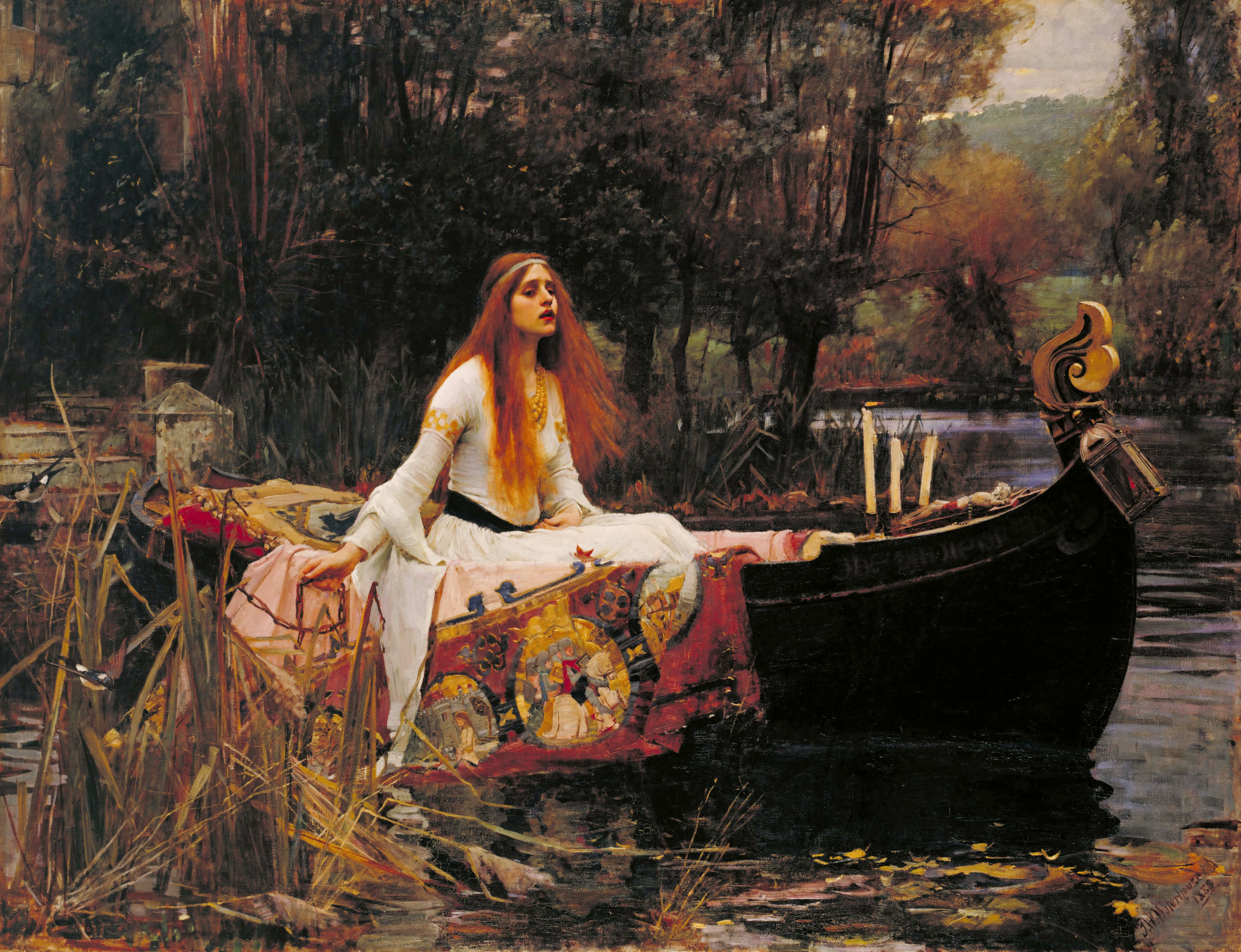
The Lady of Shalott (1888)

Obrazy dalších malířů
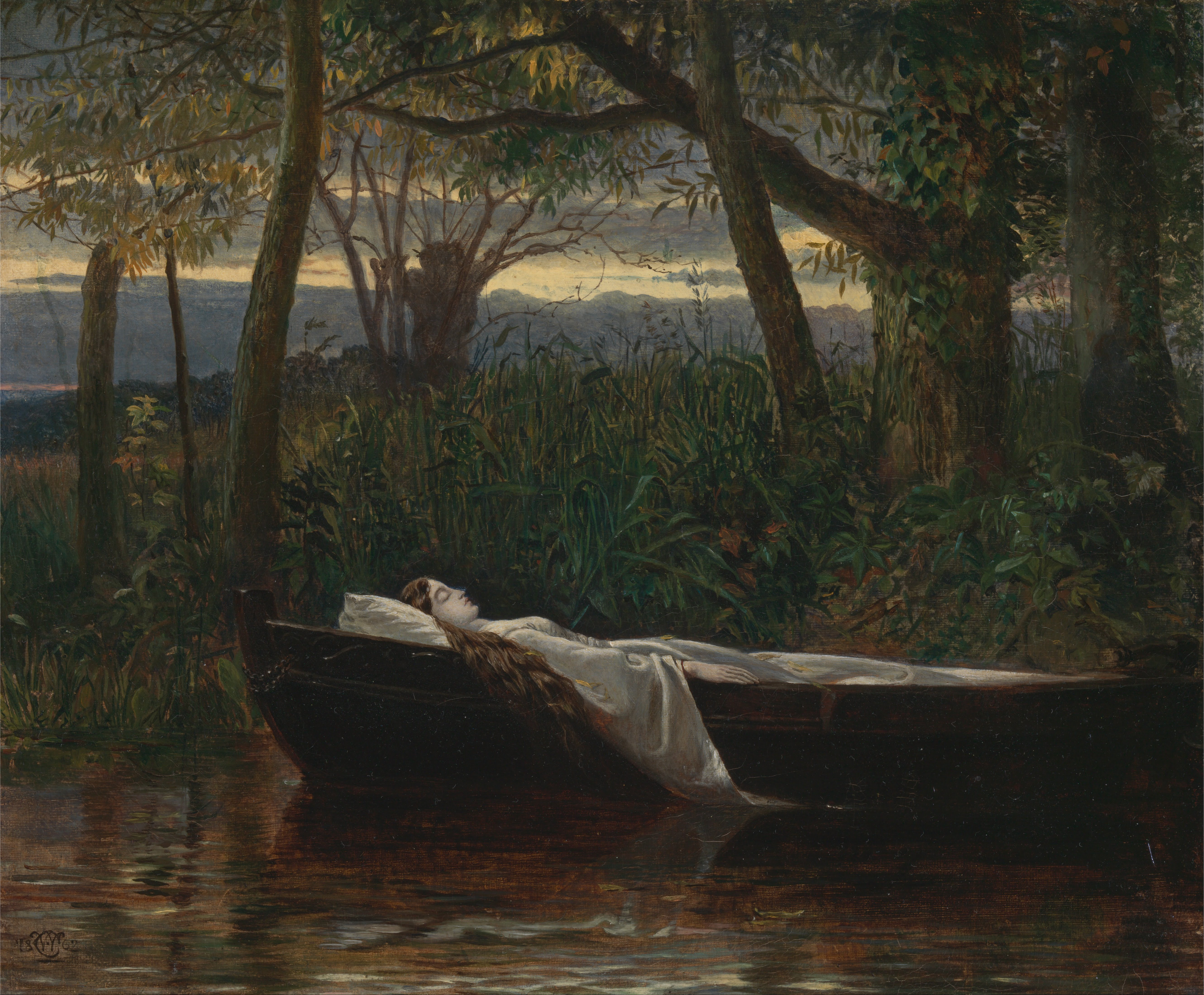
Walter Crane (1862)
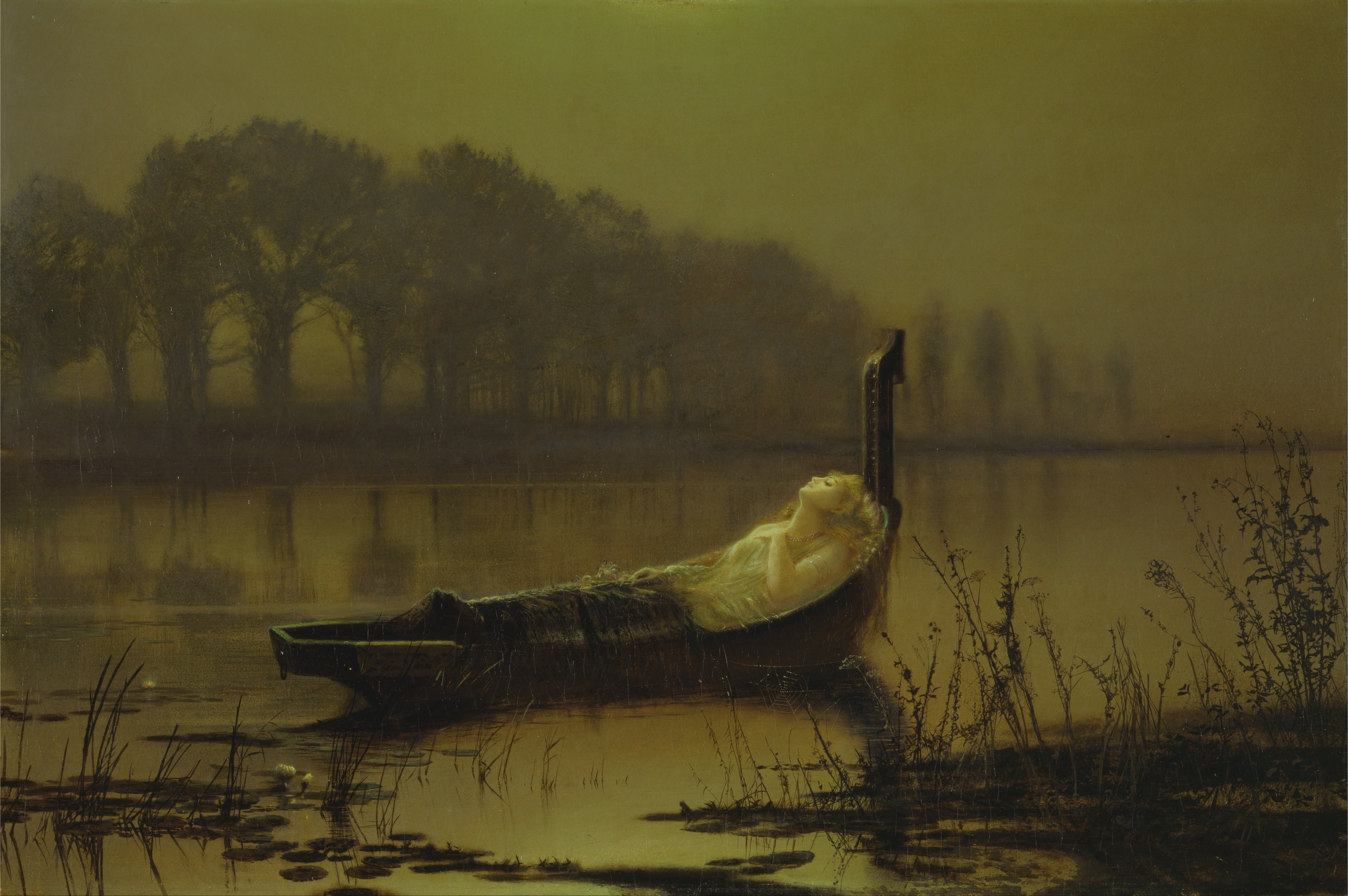
John Atkinson Grimshaw (asi 1875)
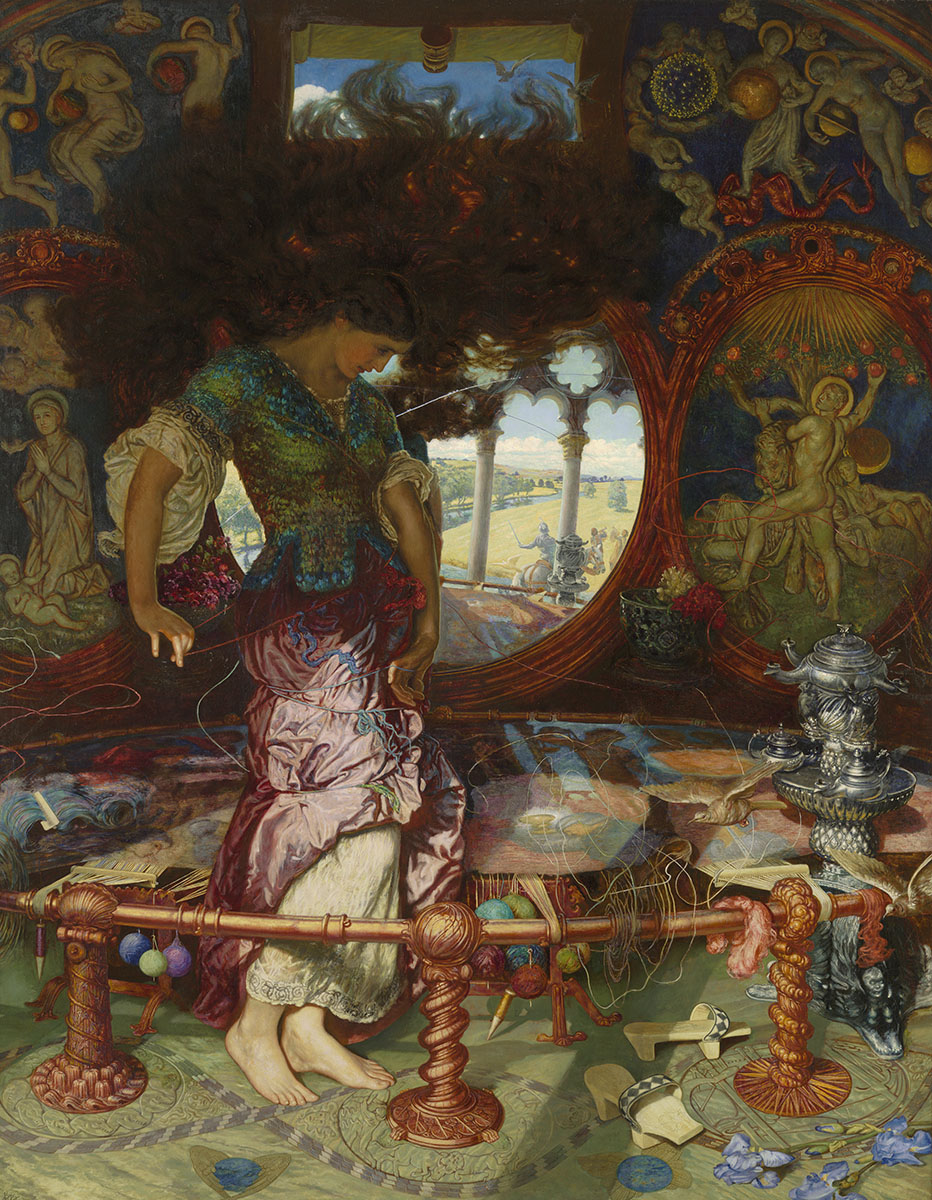
William Holman Hunt a Edward Robert Hughes (mezi 1889-1892)

## České překlady
- Paní z Shalottu. Praha: Ruch 1881, číslo 36,  ročník 3, přeložil Václav Alois Jung.